# Wilfredo de York
Wilfrid (escrito originalmente Wilfrith; ca. 633 – ca. 709) fue un obispo y santo inglés. Northumbriano de familia noble, entró en la vida religiosa en la adolescencia y estudió en Lindisfarne, Canterbury, en la Galia, y en Roma; regresó a Northumbria alrededor de 660, y se convirtió en el abad del recién fundado monasterio de Ripon. En 664 Wilfrid actuó como portavoz de la facción Romana durante el Sínodo de Whitby, y se hizo famoso por su discurso en favor de la adopción del método romano para el cálculo de la fecha de la Pascua. Su éxito llevó al hijo del rey, Alhfrith, a nombrarle obispo de Northumbria. Wilfrid eligió ser consagrado en la Galia, debido a la falta de lo que él considera obispos válidamente consagrados en Inglaterra en ese momento. Durante su ausencia, Alhfrith parece haber encabezado una fallida rebelión contra su padre, Oswiu, poniendo en duda la validez del nombramiento de Wilfrid. Antes del regreso de Wilfrid, Oswiu había nombrado a Ceadda en su lugar, lo que llevó a Wilfrid a retirarse a Ripon durante unos años tras su regreso a Northumbria.
Tras convertirse en arzobispo de Canterbury en 668, Teodoro de Tarso resolvió la situación deponiendo a Ceadda y restableciendo a Wilfrid como obispo de Northumbria. En los siguientes nueve años Wilfrid desempeñó sus funciones episcopales, fundó monasterios, construyó iglesias y mejoró la liturgia. Sin embargo, su diócesis era muy grande, y Teodoro deseaba reformar la Iglesia inglesa, un proceso que incluía dividir las mayores diócesis en unidades más pequeñas. Cuando Wilfrid se enemistó con el rey Ecgfrith de Northumbria (debido a que defendía el uso romano contra las muy arraigadas costumbres de la iglesia anglosajona), Teodoro aprovechó la oportunidad para aplicar sus reformas, pese a las objeciones de Wilfrid. Tras ser expulsado de York por el rey, Wilfrid viajó a Roma para apelar al papado. El papa Agatón dictaminó a su favor, pero Ecgfrith se negó a acatar el decreto papal y en su lugar encarceló a Wilfrid a su regreso, antes de exilarle.
Wilfrid pasó los siguientes diez años en Selsey, donde fundó una sede episcopal y convirtió al cristianismo a los habitantes del reino de Sussex. Teodoro y Wilfrid resolvieron sus diferencias y el primero instó al nuevo rey de Northumbria, Aldfrith, a que permitiera regresar a Wilfrid. Aldfrith consintió, pero en el año 691 lo expulsó de nuevo. Wilfrid fue entonces a Mercia, donde ayudó a los misioneros y actuó como obispo para el rey de Mercia. Wilfrid apeló al papado sobre su expulsión en 700, y el papa ordenó que la cuestión fuera decidida por un concilio inglés. Este concilio, que se celebró en Austerfield dos años después, intentó confiscar todas las nominaciones de Wilfrid, y este viajó a Roma para apelar contra la decisión. Sus oponentes en Northumbria le excomulgaron, pero el papado le dio su apoyo, y recuperó la dirección de Ripon y Hexham, sus monasterios northumbrianos. Wilfrid murió en el año 709 o 710. Tras su muerte fue venerado como santo.
Hay división de opiniones sobre Wilfrid entre los historiadores. Sus seguidores encargaron a Esteban de Ripon la escritura de una Vita Sancti Wilfrithi (“Vida de San Wilfrid”) poco después de su muerte, y el mismo Beda también escribió extensamente acerca de él. Wilfrid vivió ostentosamente, y disponía de un séquito numeroso. Dirigió un gran número de monasterios, y afirmaba ser el primer inglés en introducir la Regla de San Benito en los monasterios de la isla. Algunos modernos historiadores le consideran principalmente un defensor de la costumbre romana, en contra de las costumbres de las iglesias Británica e Irlandesa, otros como un defensor de monacato.

## Contexto histórico

Reinos anglosajones a finales del siglo VII

En vida de Wilfrid, Gran Bretaña e Irlanda estaban formadas por un número variable de pequeños reinos. Tradicionalmente se piensa que los ingleses estaban divididos en siete reinos, pero la historiografía moderna ha demostrado que esto es una simplificación de una situación mucho más complicada. Una fuente de finales del siglo VII, el Tribal Hidage, lista las gentes que habitaban al sur del río Humber; entre los mayores grupos de población se cita a los Sajones Occidentales (más tarde Wessex), los Anglos Orientales y los Mercianos (más tarde el Reino de Mercia), y el Reino de Kent. Grupos más pequeños de población que en aquel momento contaban con su propia realeza, pero que fueron posteriormente absorbido por otros reinos mayores serían los habitantes de Magonsæte, Lindsey, Hwicce, los Sajones Orientales, los Sajones del Sur, la Isla de Wight, y los Anglos Medios Otros grupos incluso más pequeños tenían sus propios gobernantes, pero no suelen aparecer en la historia por su reducido tamaño. Existían también territorios en poder de los britanos nativos en el oeste, en los actuales lpaís de Gales y Cornualles, que formaban reinos, como Dumnonia, Dyfed, y Gwynedd.
Entre el Humber y el Forth los ingleses habían creado dos grandes reinos, Deira y Bernicia, frecuentemente unificados como Northumbria. También existían en esta región numerosos reinos celtas, como Craven, Elmet, Rheged, y Gododdin y, especialmente, Strathclyde, que sobreviviría como estado independiente hasta el siglo X en el área de los actuales Dunbartonshire y Clydesdale. Al noroeste de Strathclyde se situaba el reino gaélico de Dál Riata, y al nordeste de un pequeño número de reinos pictos. Más al norte todavía se extendía el gran reino picto de Fortriu, que después de la Batalla de Dun Nechtain en 685 se convirtió en la principal potencia del norte de Gran Bretaña. Los Irlandeses siempre había tenido contactos con el resto de las islas británicas, y durante comienzos del siglo VI emigraron desde Irlanda para formar Dál Riata. Parece también probable que los irlandeses colonizaran partes de Gales; además, sus misioneros estuvieron muy activos en Gran Bretaña.
El cristianismo acababa de llegar y algunos de estos reinos habían sido convertidos por la misión gregoriana, un grupo de misioneros romanos que llegaron a Kent, en 597 y cuya influencia se extendió por el sur de gran Bretaña. Otros habían sido convertidos por los misioneros irlandeses que viajaban por Northumbria y reinos vecinos. Unos pocos reinos, como Dál Riata, se convirtieron al cristianismo, aunque no sabemos como pudo suceder. Los Pictos, según Beda fueron convertidos en dos fases, inicialmente por britanos nativos encabezados por Ninian, y posteriormente por los misioneros Irlandeses.

## Primeros años

### Infancia y educación temprana
Wilfrid nació en Northumbria alrededor de 633. James Fraser sostiene que la familia de Wilfrid pertenecía a la aristocracia de Deira, señalando que la mayoría de los primeros contactos de Wilfrid pertenecían a esa zona. Un conflicto con su madrastra cuando tenía unos 14 años de edad llevó a Wilfrid a abandonar su casa, probablemente sin el consentimiento de su padre. El contexto de Wilfrid nunca es explícitamente descrito como noble, pero al irse, Wilfrid salió equipado con caballos y ropa apropiados para una corte.
La reina Eanflæd se convirtió en la protectora de Wilfrid a la llegada a la corte de su marido, Oswiu y lo envió a estudiar con Cudda, antiguo partidario de su marido, que en torno a 648, era monje en Lindisfarne. Wilfrid estudió en Lindisfarne durante un par de años antes de ir a la corte de Kent en Canterbury en 652, para lo que la reina le facilitó una carta de presentación que le permitió acceder al Rey Earcomberto, primo de la reina. Durante su estancia en Kent, la carrera de Wilfrid fue impulsada por Hlothhere, primo de Eanfleda, que fue más tarde sería Rey de Kent, entre 673 y 685. La corte kentiana recibía numerosas visitas de clérigos de la época, incluyendo  a Benedicto Biscop, un destacado misionero. Wilfrid parece haber pasado cerca de un año en Kent, pero la cronología exacta es incierta.

### Estancia en Roma y Lyon

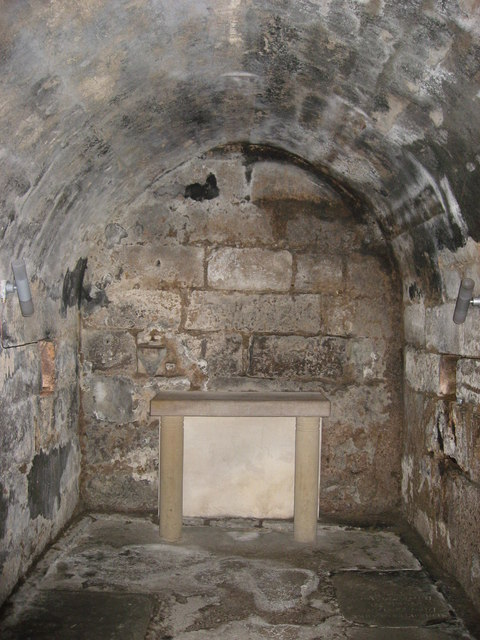
Cripta del en el monasterio de Hexham, donde Wilfrid pudo haber depositado reliquias traídas desde el continente

Wilfrid partió hacia Roma, en compañía de Benedicto Biscop,, en la primera peregrinación conocida a Roma realizada por nativos ingleses, en algún momento entre 653 y 658. Según Esteban de Ripon, Wilfrid dejó la compañía de Biscop en Lyon, donde Wilfrid se quedó bajo la protección del arzobispo Anemundo. Esteban dice que Anemundo quería casar a Wilfrid con su sobrina para convertirle en gobernador de una provincia franca, pero Wilfrid continuó su viaje a Roma, donde aprendió el método romano de calcular la fecha de la Pascua, y estudió la práctica romana de recogida de reliquias. Después de una audiencia con el papa, Wilfrid regresó a Lyon.
Esteban de Ripon dice que Wilfrid permaneció tres años en Lyon, y solo se fue tras el asesinato del arzobispo. Sin embargo, el asesinato de Anemundo tuvo lugar en 660 y Wilfrid regresó a Inglaterra en 658, lo que sugiere algún error en la cronología de Estebanl. Anemundo fue asesinado por orden de Balthild, regente de Clotario III. Esteban afirma que Anemundo tonsuró a Wilfrid, aunque esto no parece significar que se convirtiera en monje, sino más bien que entró en el clero. Beda guarda silencio sobre el tema del estatus monástico de Wilfrid, pese a que Wilfrid probablemente se convirtió en monje mientras vivió en Roma, o en su posterior estancia en la Galia. Algunos historiadores, sin embargo, creen que Wilfrid nunca fue un monje. Mientras estuvo en la Galia, Wilfrid absorbió las prácticas eclesiásticas francas, incluyendo algunos aspectos procedentes de los monasterios fundados por Columbano. Esta influencia puede ser vista en la probable adopción por parte de Wilfrid de un ceremonial franco en la consagración de las iglesias, así como en su empleo de albañiles francos para construir sus iglesias. Wilfrid también habría tenido conocimiento de la Regla de san Benito, en la Galia.

### Abad de Ripon
Tras regresar a Northumbria en 658, Cenwalh, Rey de Wessex, recomienda a Wilfrid a Alhfrith, hijo de Oswiu. Alhfrith era virrey de Deira, y el heredero más probable al trono de Northumbria, ya que sus hermanastros eran aún muy jóvenes. Poco antes de 664 Alhfrith entregó a Wilfrid un monasterio que acababa de fundar en Ripon, formado en torno a un grupo de monjes llegados de la Abadía de Melrose, y que profesaban siguiendo las costumbres monásticas irlandesas. Wilfrid expulsó al abad, Eata, por no seguir las costumbres romanas, y posteriormente a Cuthbert, que llegaría a santo, por el mismo motivo. Wilfrid introdujo la Regla de San Benito en Ripon, reivindicando que él fue la primera persona en Inglaterra en implantarla, aunque esta afirmación se basa en la Vita Sancti Wilfrithi. Poco después Wilfrid fue ordenado sacerdote por el Obispo de Dorchester en el reino de los Gewisse, parte de Wessex y sería protegido de Agilbert, que más tarde intervino en su consagración como obispo.

## Whitby

### Contexto de Whitby
Las iglesias romanas y las de Gran Bretaña e Irlanda (a menudo llamadas iglesias celtas) usaban métodos diferentes para calcular la fecha de la Pascua. La iglesia en Northumbria había utilizado tradicionalmente el método celta, y esa era la fecha utilizada por el rey Oswiu. Su esposa Eanflæd y un hijo, Alhfrith, celebraban la Pascua, según el cálculo romano, lo que significaba que mientras que una parte de la corte real estaba aún observando el ayuno de Cuaresma rápido, otra podría estar celebrando un banquete.
Oswiu convocó un concilio que tuvo lugar en la Abadía de Whitby en 664 en un intento por resolver esta controversia. Aunque el propio Oswiu había sido educado según la costumbre "céltica", las presiones políticas pueden haber influido en su decisión de convocar un concilio, así como el temor a que el desacuerdo sobre la fecha de la Pascua pudiera llevar a luchas internas. El historiador Richard Abels especula con la posibilidad de que la expulsión de Eata de Ripon pudiera haber sido la chispa que condujo a la decisión real de convocar el concilio. Las tensiones regionales dentro de Northumbria entre Bernicia y Deira también pudieron haber desempeñado un papel, ya que los clérigos de Bernicia apoyaban el método celta de datación y los de Deira se inclinaban más hacia el romano. Abels identifica varios conflictos que pudieron influir en el proceso, como el conflicto generacional entre Oswiu y Alhfrith y la muerte del Arzobispo de Canterbury, Deusdedit. Las preocupaciones políticas ajenas al problema de las fechas, tales como el declive de la preeminencia de Oswiu entre los otros reinos y el ascenso de Mercia, también fueron factores.

### Sínodo
Wilfrid asistió al sínodo o concilio, de Whitby, como miembro del partido que apoyaba las prácticas continentales, junto con James, el Diácono, Agilbert, y Alhfrith. Aquellos que apoyaban el partido celta eran el rey Oswiu, Hilda de Whitby, el obispo Cedd, y Colmán de Lindisfarne, Obispo de Lindisfarne.
Wilfrid fue elegido para presentar la posición Romana; también actuó como traductor de Agilbert, ya que este no hablaba el idioma local. Beda describe a Wilfrid diciendo que aquellos que no calcularan la fecha de la Pascua según el sistema romano estaban cometiendo un pecado. El discurso de Wilfrid contribuyó a asegurar el eclipse del partido celta, aunque la mayoría de las iglesias Irlandesas no adoptarían el método romano hasta 704, y Iona resistió hasta 716. Los monjes y el clero que decidieron no aceptar la decisión de Whitby abandonaron Northumbria, algunos en dirección a Irlanda y otros a Iona.

## York

Árbol genealógico de Oswiu de Northumbria

### Elevación al episcopado
Después de la retirada de que los partidarios de la datación Celta se hubieran retirado tras Whitby, Wilfrid se convirtió en el más destacado clérigo Northumbriano. Como resultado, y debido a su actuación en Whitby, Wilfrid fue elegido para un obispado en Northumbria alrededor de un año después del sínodo. No está claro dónde se encontraba su diócesis, a pesar de que él era considerado el obispo de Alhfrith. La Vita Sancti Wilfrithi afirma que, propuesto por Oswiu y Alhfrith, fue nombrado obispo de York, y que era un obispo metropolitano; pero York en ese momento no era una sede metropolitana.}} Beda dice que solamente propuso a  Wilfrid, y que Oswiu propuso un candidato alternativo a continuación, "imitando las acciones de su hijo". Se han sugerido varias hipótesis para explicar las discrepancias entre ambas fuentes. Una es que Alhfrith deseaba una sede en York, otra que Wilfrid fue obispo solo en Deira, y una tercera supone que Wilfrid nunca fue obispo de York, y que su diócesis era solo parte de Deira. Sin embargo, en aquella época, las diócesis anglosajonas no se correspondían tanto a localizaciones geográficas como a tribus o pueblos.
Wilfrid se negó a ser consagrado en Northumbria por obispos anglosajones. Deusdedit había muerto poco después de Whitby, y como no había otros obispos, en Britania, que Wilfrid considerara válidamente consagrados viajó a Compiègne, para ser consagrado por Agilbert, el Obispo de París. Durante su tiempo en la Galia Wilfrid estuvo expuesto a ceremonias de un nivel más elevado que el practicado en Northumbria, como el hecho de ser llevado su ceremonia de consagración en un trono portado por nueve obispos.

### Retrasos y dificultades
Wilfrid retrasó su regreso de la Galia, solo para encontrar a su llegada que Ceadda se había instalado como obispo en su lugar. La razón del retraso de Wilfrid nunca ha estado clara, aunque Eric John y Richard Abels, teorizan que fue causada por una revuelta fallida de Alhfrith en contra de Oswiu. Sugieren que la rebelión ocurrió poco después de Whitby, tal vez mientras Wilfrid estaba en la Galia. Al ser Alhfrith partidario de Wilfrid, Oswiu impidió el retorno de Wilfrid, ante la sospecha de que se pusiera de parte de su hijo. Que Ceadda hubiera sido apoyado por Oswiu, y que Wilfrid hubiera sido partidario de Anfrith, da mayor credibilidad a la teoría de que la rebelión tuvo lugar mientras Wilfrid estaba en la Galia. Esteban de Ripon informó que Wilfrid fue expulsado por "Cuartodecimanos", que son los partidarios de celebrar la Pascua el 14 del mes Judío de Nisán, sea domingo o no. Sin embargo, como la iglesia de irlanda, nunca había sido Cuartodecimana, Esteban, en este caso estaba construyendo el relato para tratar de favorecer a Wilfrid lo más posible.
Durante su regreso a Northumbria el barco de Wilfrid encalló en Sussex, cuyos habitantes eran, por aquel entonces, paganos. Al ser atacado por los lugareños, el grupo de Wilfrid mató al sacerdote principal antes de reflotar el barco y escapar. Marion Gibbs sugiere que después de este episodio Wilfrid visitó Kent de nuevo, y participó en el nombramiento de Wighard para Canterbury. Pudo intervenir también en las negociaciones que permitieron a Agilbert volver a su sede.

### Resultado favorable
Denegado el oficio episcopal, Wilfrid pasó los tres años de 665 a 668 como abad de Ripon. Ocasionalmente realiza funciones episcopales en Mercia y Kent, pero nunca al norte del Humber. El historiador James Fraser sostiene que Wilfrid pudo tener prohibido el regreso a Northumbria y en su lugar se exilió en Mercia, pero la mayoría de los historiadores han argumentado que Wilfrid estuvo en Ripon.

Árbol familiar de Wulfhere de Mercia

Los monasterios de Wilfrid en Mercia puede datar de esta época, ya que Wulfhere de Mercia le donó grandes extensiones de tierra. Wilfrid pudo también haber persuadido a Egberto de Kent en 669 para construir una iglesia en un fuerte romano abandonado en Reculver. Cuándo Teodoro, el nuevo arzobispo de Canterbury, llegó a Inglaterra en 669 estaba claro que algo había que hacer con Northumbria. La elección de Ceadda para York era impropia, y Teodoro no consideró válida la consagración de Ceadda. Teodoro depuso a Ceadda,[más bajo-alfa 6] y dejó vía libra a Wilfrid, quién finalmente se instaló en 669, el primer sajón en ocupar la sede York. Wilfrid pasó los siguientes nueve años construyendo iglesias, incluyendo un monasterio en Hexham, y encargándose de los negocios diocesanos y ejerciendo el control sobre las casas monásticas de Ripon y Hexham. La muerte de Oswiu el 15 de febrero de 670 eliminó una fuente de fricción y ayudó a asegurar el regreso de Wilfrid.
Mientras estuvo en York, se consideró a Wilfrid "obispo de los Northumbrianos"; Beda registra que la diócesis de Wilfrid lindaba con la zona gobernada por Oswiu. Wilfrid pudo haber buscado también ejercer funciones eclesiásticas en el territorio de los pictos, ya que utiliza el título de "obispo de los Northumbrianos y de los Pictos" en 669. Una prueba más de los intentos de Northumbria de aumentar su influencia en el territorio de los pictos es la creación de una diócesis para los pictos con centro en Abercorn, antiguo territorio de Gododdin. Las donaciones de tierra a Wilfrid al oeste de los Peninos atestiguan la expansión northumbriana en la zona. La Vita Sancti Wilfrithi afirma que Wilfrid tenía mando eclesiástico sobre Britanos y Gaélicos. En 679, mientras que Wilfrid estaba en Roma, reclamó autoridad sobre "toda la parte norte de Britania, Irlanda y las islas, que están habitadas por gentes inglesas y britanas, así como por gentes gaélicas y pictas".

### Asuntos diocesanos
Wilfrid no asistió al Consejo de Hertford celebrado en septiembre de 672, pero envió delegados. Entre las resoluciones del consejo, una posponía la creación de nuevas diócesis, lo que afectaría posteriormente a Wilfrid. Otro fallo confirmó que el método romano para calcular la fecha de la Pascua debería ser adoptado, y que los obispos deberían actuar solo en sus propias diócesis. Durante mediados de los 670, Wilfrid actuó como intermediario en las negociaciones para devolver al príncipe Merovingio, Dagoberto II a la Galia desde su exilio en Irlanda. Wilfrid fue uno de los primeros clérigos de Northumbria en utilizar cartas escritas como registro de las donaciones a sus iglesias. Ordenó la creación de un listado de todos los beneficios recibidos por Ripon, que se recitaban en la ceremonia de dedicación.
Wilfrid era un defensor del uso de la música en las ceremonias eclesiásticas. Contrató un maestro de canto en Kent para enseñar a su clero el estilo de música eclesiástica romana, que implicaba un coro doble con antífonas y respuestas. Beda dice que este maestro de canto se llamaba Æddi (o Eddius en latín) y tenía el apellido de Esteban. Tradicionalmente, los historiadores han identificado a Æddi como Esteban de Ripon, autor de la Vita Sancti Wilfrithi. Sin embargo, recientes investigaciones han llegado a creer que la Vita no fue escrita por el maestro de canto, sino por alguien que se unió a Wilfrid en sus últimos años.
Wilfrid introdujo la Regla de San Benito en los monasterios que fundó. Parece probable que fuera el primero en introducir esta regla en Inglaterra, ya que no hay pruebas de que se siguiera en el monasterio Agustiniano de Canterbury. Fue también uno de los primeros obispos anglosajones en llevar un registro de las tierras entregadas a su iglesia, como hizo en Ripon. Se trajeron tablas pascuales de Roma, donde se acababan de introducir las tablas dionísicas de Pascua. Estableció escuelas y se convirtió en asesor religioso de la reina Æthelthryth, primera esposa de Ecgfrith. Æthelthryth donó el terreno en Hexham donde Wilfrid fundó un monasterio y construyó una iglesia reciclando piedras de la ciudad Romana de Corbridge. Cuando Wilfrid llegó a York como obispo, el techo de la catedral techo estaba a punto de derrumbarse; hizo que se reparara, lo cubrió de plomo, y colocó cristales en las ventanas.
La historiadora Barbara Yorke dice de Wilfrid en esta época que "parece haber seguido una campaña en contra de cualquier supervivencia de los 'errores irlandeses' y desconfiaba de cualquier comunidad que mantuviera contacto con Iona u otras casas religiosas irlandesas que no siguieran la Pascua Romana". Combatió también las prácticas paganas, construyendo una iglesia en Melrose en un sitio pagano. Sus contemporáneos decían que fue el primer obispo nativo en "introducir el modo de vida Católico en las iglesias de los ingleses". No descuidó sus labores pastorales, y visitaba toda la diócesis para bautizar y realizar otras funciones, como consagrar nuevas iglesias. Algunos de los monasterios de su diócesis fueron puestos bajo su protección por sus abades o abadesas, que estaban buscando a alguien que protegiera sus dotaciones. En su gobierno sobre tales monasterios, Wilfrid pudo estar influido por el modelo Irlandés de basado en grupos de monasterios gobernados por una persona, a veces con cargo episcopal.
Wilfrid fue criticado por vestir a sus sirvientes y empleados con ropa digna de la realeza. En sus viajes le acompañaba un séquito de guerreros, a uno de los cuales envió Wilfrid a secuestrar a un joven que había sido prometido a la iglesia, pero cuya familia había cambiado de opinión. Wilfrid también educaba a jóvenes, tanto para la carrera eclesiástica como para la secular.

## La expulsión

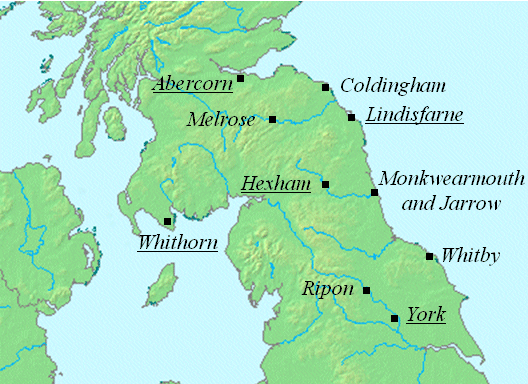
Mapa que muestra los monasterios y obispados en Northumbria alrededor de 670. Los obispados están subrayados.

### Disputa con el rey
En 677 o 678, Wilfrid y Ecgfrith se pelearon, y Wilfrid fue expulsado de su sede. Hilda de Whitby lideraba una facción contraria a Wilfrid, y sus estrechos lazos con Teodoro contribuyeron a socavar la posición de Wilfrid. Otro factor que contribuyó a la expulsión fue su empeño en animar a Æthelthryth a tomar los hábitos; él le había entregado personalmente el velo, el acto que marca la entrada en un convento, a su retiro a la Abadía de Ely. Æthelthryth había donado las tierras en las que Wilfrid había fundado la abadía de Hexham Abbey, y el historiador N. J. Higham afirma que estas tierras formaban parte del patrimonio de la reina, que la nueva reina de Ecgfrith quiso recuperar. Eric John considera que los estrechos lazos que unían a Wilfrid con Mercia contribuyeron a sus problemas con Egfrith, aunque estos vínculos respondían a las necesidades de sus fundaciones en el reino vecino. Wilfrid no perdió solo su diócesis, sino también el control de sus monasterios.
Teodoro aprovechó la situación para aplicar los decretos aprobados en concilios previos acerca de la fragmentación de las diócesis de mayor tamaño. Teodoro estableció nuevos obispados en la sede de Wilfrid, con sedes en York, Hexham, Lindisfarne, y Lindsey. Los obispos elegidos fueron Eata en Hexham, Eadhæd en Lindsey, y Bosa en York, todos ellos miembros o simpatizantes del partido "céltico" en Whitby. Wilfrid rechazó a los nuevos obispos, afirmando que no eran auténticos miembros de la iglesia al defender el cálculo celta de la Pascua, por lo que no estaba dispuesto a servir con ellos. La deposición de Wilfrid se complicó con la disputa acerca de si el plan gregoriano para Britania, con dos sedes metropolitanas, una de ellas en York, sería seguido o abandonado. Wilfrid parece haberse sentido con autoridad metropolitana sobre el norte de Inglaterra, pero esta autoridad nunca fue reconocida por Teodoro, que afirmaba tener autoridad sobre toda la isla.

### Apelación a Roma
Wilfrid se dirigió a Roma para apelar contra las decisiones de Teodoro y Ecgfrith,} En el camino, se detuvo en la corte de Aldgisl, rey Frisio de Utrecht durante la mayor parte de 678,. Durante su estancia allí, intentó convertir a los frisones, paganos en aquella época. Su biógrafo dice que la gran mayoría de los nobles se convirtieron, pero el éxito fue breve. Visitó después la corte de Dagoberto II en Austrasia, donde el rey le ofreció la diócesis de Estrasburgo, que Wilfrid rechazó. Ya en Italia, Wilfrid fue recibido por el rey lombardo Pertarito que le dio un lugar en su corte.
El papa Agatón celebró un sínodo en octubre de 679 en el que, si bien decretó la restauración de Wilfrid y la devolución de los monasterios a su cargo, también mantuvo la nueva distribución episcopal, aunque concedió a Wilfrid el derecho a reemplazar a los obispos de su diócesis. El concilio había sido convocado para responder a la controversia del monotelismo y el de Wilfrid no era el único tema de discusión. De hecho, hay historiadores que consideran que Wilfrid obtuvo una resolución favorable a cambio de su apoyo en el asunto de la herejía monotelista.
Wilfrid regresó a Inglaterra a través de la Galia. En 680 Wilfrid regresó a Northumbria, donde se presentó frente a un consejo real. Extrajo el decreto papal ordenando su restauración, pero fue encarcelado y exiliado por el rey. Wilfrid se estableció por una breve temporada en el reino de los Anglos Medios y después en Wessex, pero pronto buscó refugio en Sussex, junto al rey Æthelwealh de Sussex.

## Misiones en Sussex

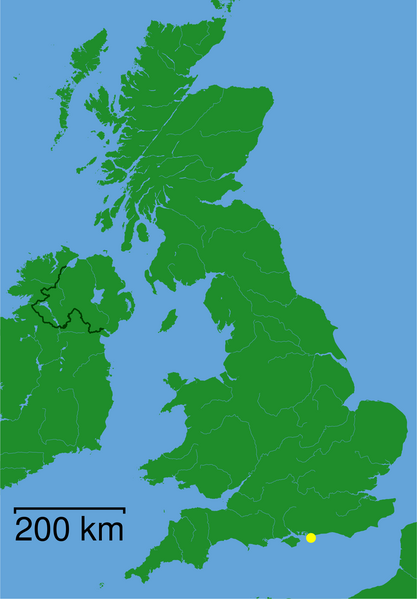
Map showing the location of Selsey

Wilfrid pasó los siguientes cinco años convirtiendo a los paganos habitantes de Sussex. Fundó también la Abadía de Selsey, en una finca de 87 hides donada a Wilfrid por Æthelwealh, rey de los sajones del sur. Bede atribuye el éxito de la misión de Wilfrid a su habilidad para enseñarles a pescar, y compara este éxito con el fracaso del irlandés Dicuill. Bede cuenta también que el área de Sussex había vivido una sequía de tres años hasta la llegada de Wilfrid cuando, milagrosamente, comenzó a llover en cuanto Wilfrid comenzó a bautizar conversos. Wilfrid colaboró con Erkenwald de Londres en la construcción de la iglesia de Sussex que, a cambio le ayudó a reconcilarse con Teodoro. La misión se complicó cuando el rey Æthelwealh murió luchando contra Cædwalla de Wessex, al que Wilfrid ya conocía y al que había servido como consejero. Tras la muerte de Æthelwealh y la ascensión de Cædwalla, Wilfrid se convirtió en consejero del rey.
Cædwalla envió a Wilfrid a Wight para convertir a sus habitantes. El rey también entregó a Wilfrid un cuarto de la tierra de la isla como donación. En 688, el rey abandonó su trono y partió en peregrinación a Roma para ser bautizado, pero falleció poco después de la ceremonia.
Durante su estancia en Sussex, Wilfrid se reconcilió con Teodoro. Wilfrid pudo participar en la fundación de monasterios cerca de Bath, pero las pruebas se basan más en la utilización de vocabulario de Wilfrid en las ceremonias que en documentación concreta que mencione a Wilfrid.

## Regreso a Northumbria y exilio

### Regreso del exilio
En 686, Wilfrid fue llamado de vuelta a Northumbria tras la muerte de Egfrido contra los pictos. En los años anteriores, Teodoro había creado dos nuevas diócesis; una en Northumbria, Ripon y otra en Abecorn, territorio picto, aunque ambas tuvieron una existencia breve. A la muerte de Egfrido, Teodoro se dirigió a Aldfrith, el nuevo rey, a Etelredo de Mercia y a Ælfflæd, abadesa de Hilby, sugiriendo que existía un acuerdo previo para el regreso de Wilfrid. Aldfrith aceptó, Wilfrid regresó al norte y Bosa fue expulsado de York. No obstante, Wilfrid no recuperó íntegramente su antiguo territorio
Todo apunta a que Wilfrid vivió en Ripon y en ocasiones ejerció como administrador en Lindisfarne tras la muerte de Cuthbert en 687. En 691, volvió a surgir el tema de las divisiones y se hicieron intentos para que Wilfrid, bien se quedara en Ripon, bien devolviera parte de las tierras que gestionaba. Wilfrid decidió finalmente abandonar Northumbria y establecerse en Mercia; Bolsa volvió a York.

### Mercia
Durante su estancia en Mercia, Wilfrid actuó como obispo con el consentimiento del rey Etelredo. Tenemos poca información sobre este periodo de la vida de Wilfrid, pero se cree que pudo haber sido obispo de Leicester hasta 706, cuando fue transferido a Hexham. Wilfrid participó en los intentos misioneros de evangelizar a los frisios.
Wilfrid estuvo presente durante la exhumación de la Reina Æthelthryth en Ely Abbey en 695, de la que había sido consejero espiritual, y contribuyó a que entrara en al vida monástica contra los deseos de su marido. La ceremonia de 695 desveló el cuerpo incorrupto de Santa Etelreda, lo que llevó a proclamarla santa. Wilfrid's testimony as to the character and virginity of Æthelthryth was recorded by Bede.
En torno a 700, Wilfrid apeló nuevamente su expulsión frente a Sergio I, que derivó la cuestión a un nuevo concilio. En 702, en Austerfield se mantuvo la expulsión de Wilfrid, que viajó nuevamente a Roma para protestar. The Vita Sancti Wilfrithi da un relato, supuestamente atribuido a Wilfrid there, en defensa del registro de Wilfrid sobre los anteriores 40 años. El concilio fue presidido por Berhtwald, nuevo arzobispo de Caterbury, y la decisión fue que Wilfrid debería ser privado de todos sus monasterios, a excepción de Ripon, y que debía dejar de desempeñar toda función episcopal. Como Wilfrid continuó apelando, sus oponentes le excomulgaron a él y a sus seguidores.

### Roma y regreso final a Northumbria
En su camino a Roma, Wilfrid se detuvo en Frisia a visitar a Willibrord. Tras su entrevista con el papa, este convocó un concilio que declaró que el rey de Northumbria debía cumplir los anteriores decretos papales y restaurar a Wilfrid en su sede. Wilfrid se sintió desconcertado al descubrir que la Curia Romana hablaba griego, y su biógrafo señala que Wilfrid estaba descontento cuando el papa discutía su apelación con sus consejeros en un lenguaje que el propio Wilfrid no podía entender. El papa ordenó que se celebrara otro concilio en Gran Bretaña para resolver la cuestión, y ordenó la presencia de Bosa, Berthwald y Wilfrid.
Aldfrido murió poco después del regreso de Wilfrid. El nuevo rey, Eadwulf, había sido considerado uno de los amigos de Wilfrid, pero tras su ascensión, ordenó a Wilfrid que se mantuviera fuera de Northumbria. Su reinado duraría solo unos pocos meses, y fue sustituido por el hijo de Aldfrido, Osred, al que Wilfrid asistió como consejero espiritual. Wilfrid pudo haber sido también uno de los principales partidarios de Osred, junto con Alfleda, hija de Oswiu y abadesa de Whitby, y Beornhæth. Una vez asegurado el trono de Osred, Wilfrid fue restaurado en Ripon y Hexham in 706. Cuando Bosa de York murió, Wilfrid no recurrió la decisión de nombrar a died, however, Wilfrid did not contest the decisión de nombrar a para la sede York. Este nombramiento significaba el traslado de John desde Hexham, permitiendo a Wilfrid asumir funciones episcopales en dicha diócesis, lo que haría hasta su muerte.

## Renuncia y muerte
Tras su regreso a Northumbria, Wilfrid se retiró a Ripon, donde viviría hasta su muerte durante una visita a Oundle, a los 75 años. En torno a un año antes de su muerte, en 709 o 710 Wilfrid sufrió un ataque, tras el que estableció disposiciones acerca de sus monasterios y posesiones. Fue enterrado cerca del altar de su iglesia de Ripon. Wilfrid fue sucedido en Hexham por Acca de Hexham.
Wilfrid dejó grandes cantidades de dinero a sus fundaciones, lo que les permitió contar con el favor real. Poco después de su muerte fue escrita la Vita Sancti Wilfrithi, por Esteban de Ripon. La primera versión apareció en 715 y una segunda versión revisada en la década de 730, encargada por Acca de Hexham y Tatbert de Ripon. La Vita trata de reivindicar la figura de Wilfrid y construir un caso de santidad, por lo que su uso como fuente debe ser cauto, aunque por otra parte constituye una fuente de inestimable valor para el conocimiento de Wilfrid y su época.